# Himerta impuncta
Himerta impuncta là một loài tò vò trong họ Ichneumonidae.